# Francesco Fossi
Francesco Fossi, född 15 april 1988, är en italiensk roddare.
Fossi tävlade för Italien vid olympiska sommarspelen 2012 i London, där han slutade på 11:e plats i scullerfyra.
Vid olympiska sommarspelen 2016 i Rio de Janeiro slutade Fossi tillsammans med Romano Battisti på 4:e plats i dubbelsculler.